# Huzziyas I
Huzziyas I va ser un rei hitita durant un període entre els anys 1530 aC i 1525 aC. Era segurament fill i va ser successor d'Ammunas. Portava el títol de Labarnas. Tenia quatre germans, Tahurwailis, que després seria un usurpador del tron i que en aquell moment era "cap de la llança d'or" un càrrec militar de la cort, Taruhsu, Zuru i Tanowa, tots ells fills no legítims.
Com que no era el primer en la línia successòria, i segurament era fill natural i no legítim, el seu oncle Zuru, cap de la guàrdia reial, va fer eliminar els germans amb millor dret, Tittiya i Hantilis, i així es va poder proclamar rei.
Va acabar deposat (però no assassinat) al cap de poc temps per son cunyat Telepinus, al que Huzziyas havia intentat matar i no ho va aconseguir. Telepinus va desterrar Huzziyas i els seus germans, els va procurar cases, i va dir: "Que marxin, que visquin en aquestes cases, que mengin i beguin, però que no facin cap mal. Ells em van fer mal, però jo no els faré cap mal".